# Гонав (остров)
Гонав (фр. La Gonâve, гаит. креол. Lagonav) — крупный остров в заливе Гонав у побережья Гаити. Крупнейший из островов-спутников этого большого острова. В административном отношении Гонав входит в состав Западного департамента страны. Представляет собой одноимённый арондисман (округ), который включает в себя две коммуны. Таино называют остров Гуанабо.

## Общие сведения
Длина Гонава 60 км, ширина около 15 км, площадь острова 743 км². Он горист (высшая точка 778 м) и засушлив, что долгое время препятствовало хозяйственному освоению. Население составляет 87 077 жителей (2015). Крупнейшее поселение на острове — Анс-а-Гале. Есть проблемы с питьевой водой. Для их решения предпринимаются различные усилия, включая бурение новых скважин.

## История
В колониальный период остров долго оставался не заселён европейцами, поэтому там после первых стычек с испанцами находили убежище индейцы таино.
В 1926—1929 годах управлялся американским сержантом Фостином Виркусом, которого местные жители провозгласили королём. Затем «монарх» вернулся в США, где прожил до 1945 года. Клифф Ричард посвятил острову песню La Gonave. 8 сентября 1997 года у острова произошло крупное кораблекрушение пассажирского парома с многочисленными человеческими жертвами, крупнейшее в истории страны с 1993 года, когда произошел инцидент с судном «Нептун».
В 2010 году землетрясение, произошедшее на Гаити, повредило доки на острове Гонав. В результате поставки всего необходимого жителям происходили некоторое время по воздуху через аэродром с 1800-футовой грунтовой полосой.